# Lathyrus ledebourii
Lathyrus ledebourii är en ärtväxtart som beskrevs av Ernst Rudolf von Trautvetter. Lathyrus ledebourii ingår i släktet vialer, och familjen ärtväxter. Inga underarter finns listade i Catalogue of Life.